# Västberga
Västberga est un quartier du district Hägersten-Älvsjö à Stockholm en Suède,.

## Description
Il est situé dans la partie sud de Stockholm et appartient au quartier Hägersten-Liljeholmen.
Le quartier borde Hägerstensåsen, Midsommarkransen, Liljeholmen, Östberga et Solberga.
La superficie du quartier est de 2,03 km2.
Il a plusieurs zones résidentielles.
Au sud de Södertäljevägen, la zone industrielle de Västberga (sv) abrite de nombreuses industries qui ont commencé à s'y installer dans les années 1920.
La première fut ASEA.

## Transports
Västberga est desservi par l'Essingeleden et le Västberga allébro.

## Galerie

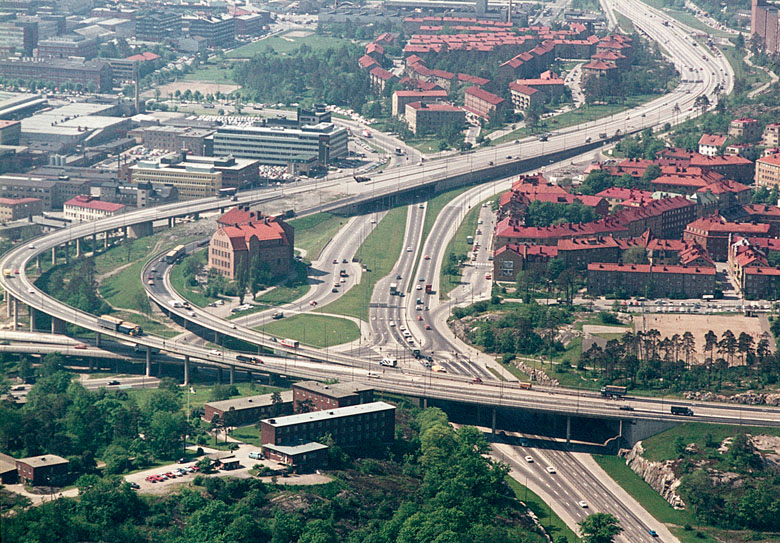
Västberga.
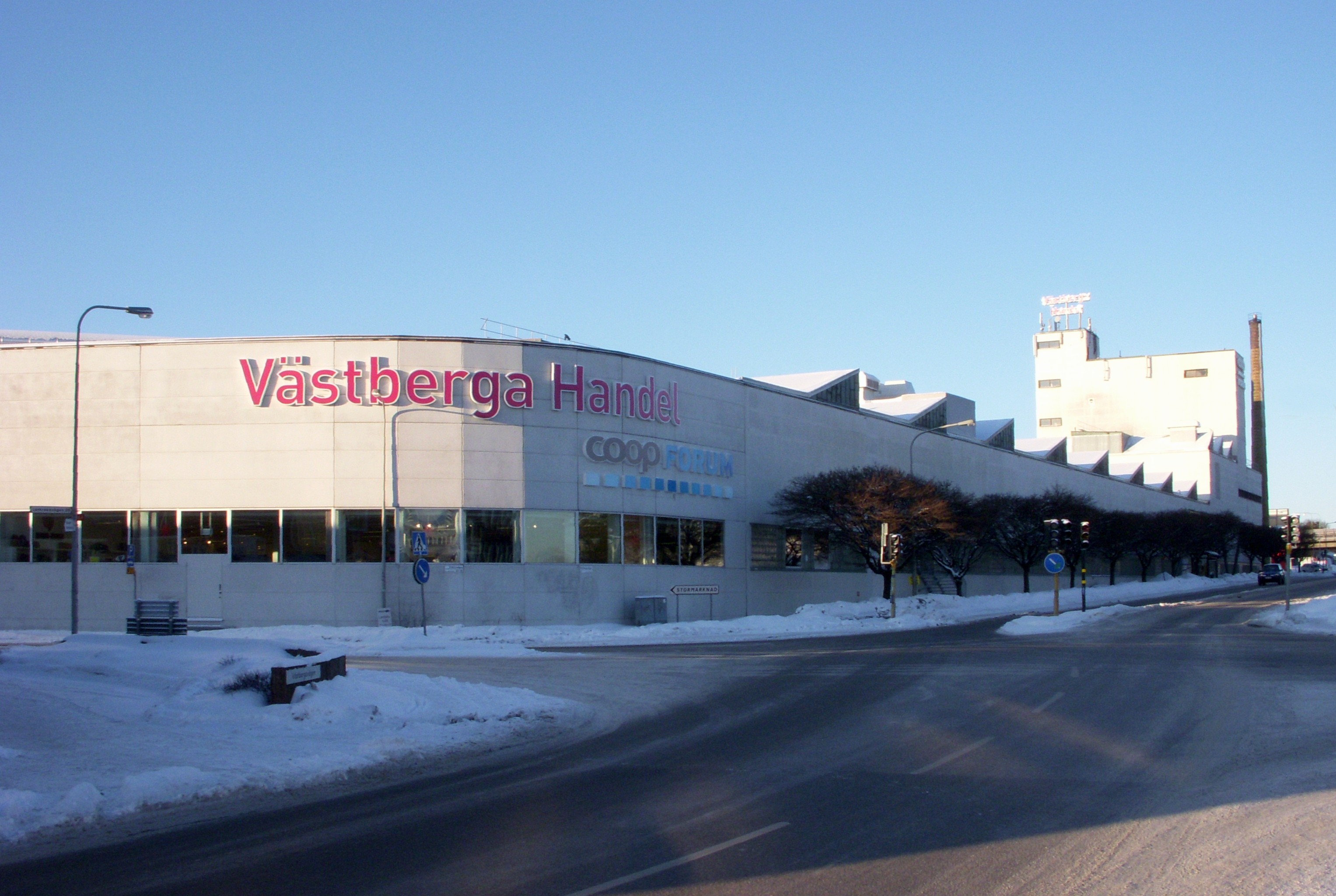
Boulangerie San Remo à Västbergavägen.
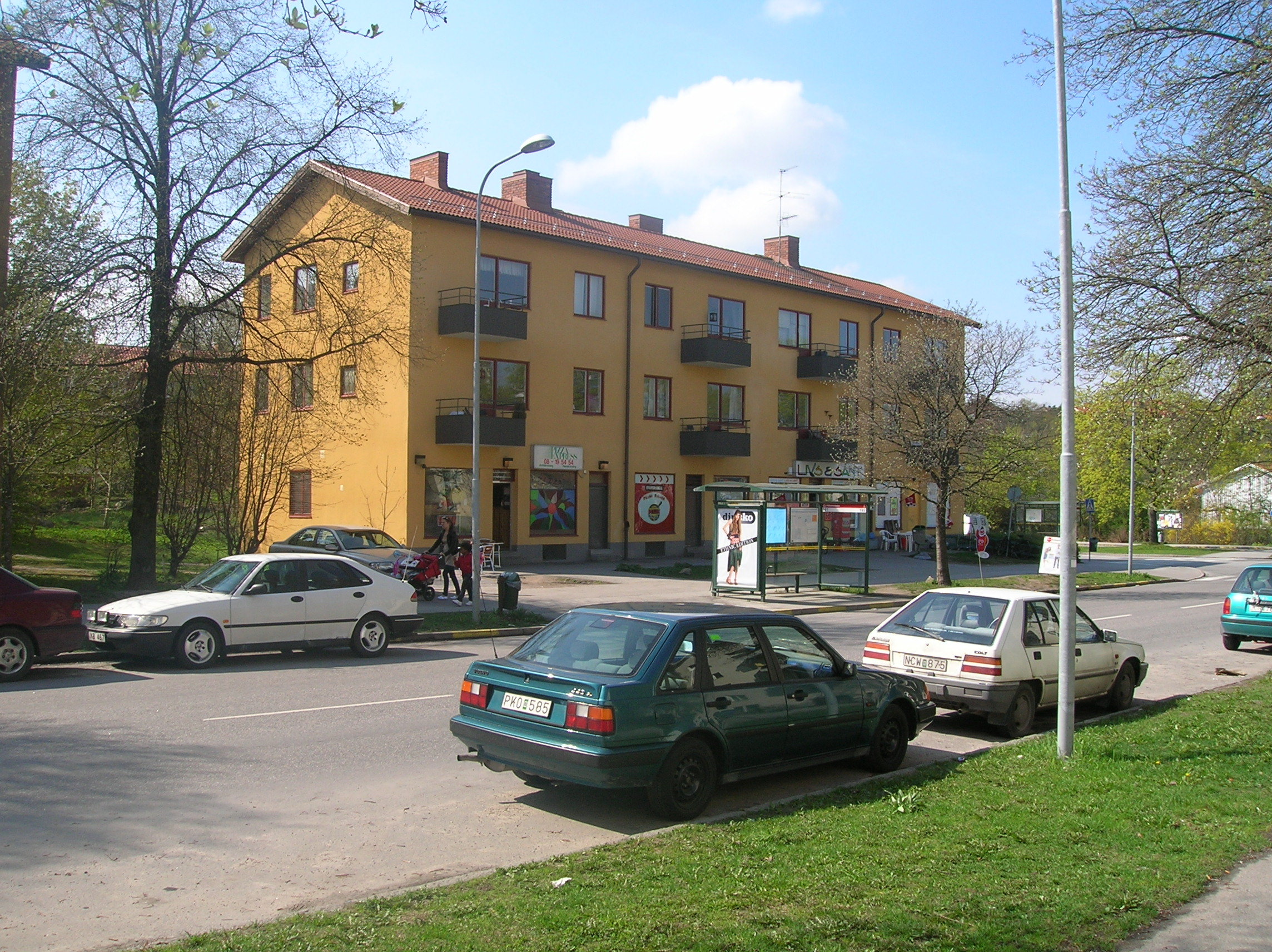
Bâtiment commercial de Korpmossevägen.
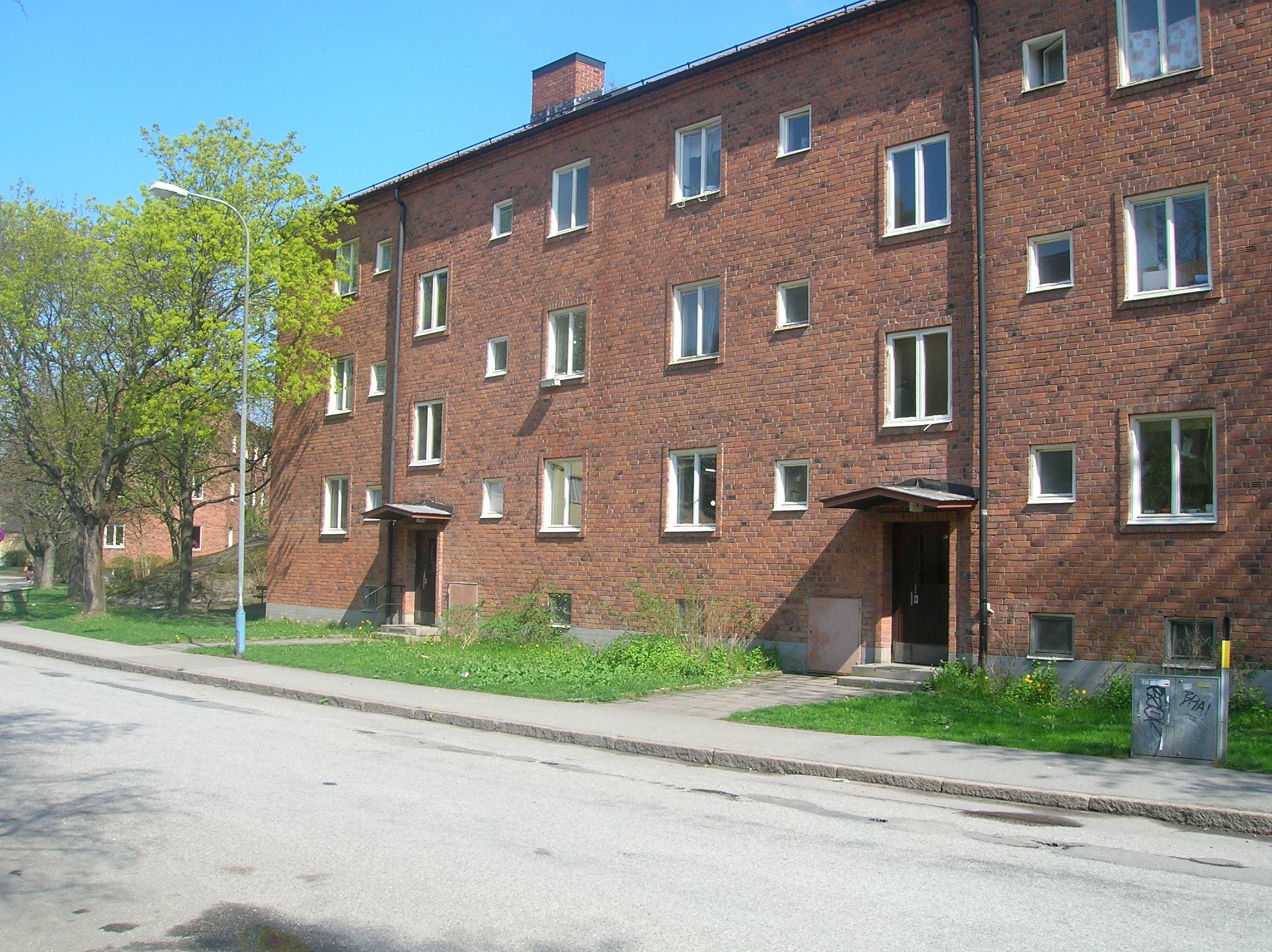
Maison de Tångvägen, architecte Ernst Hawerman.
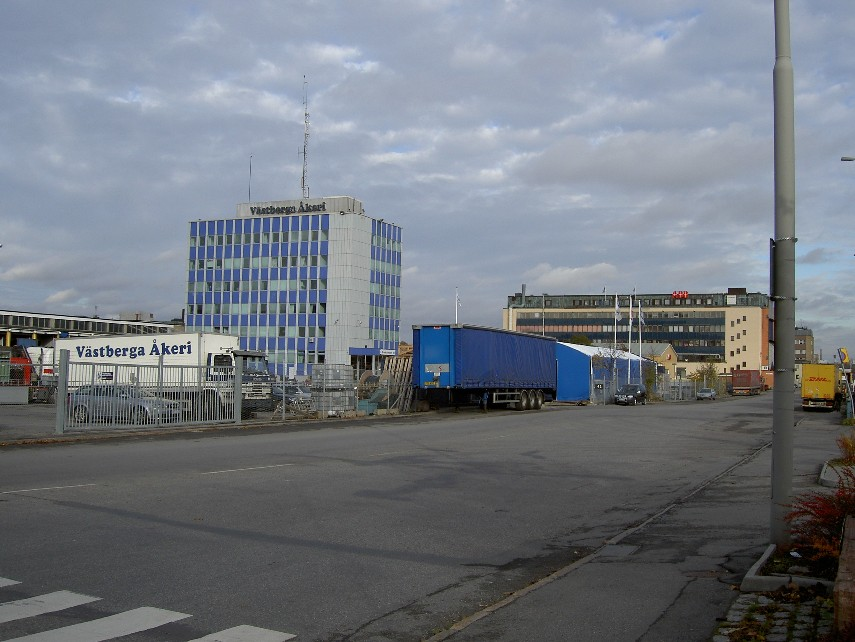
Drivhjulsvägen.
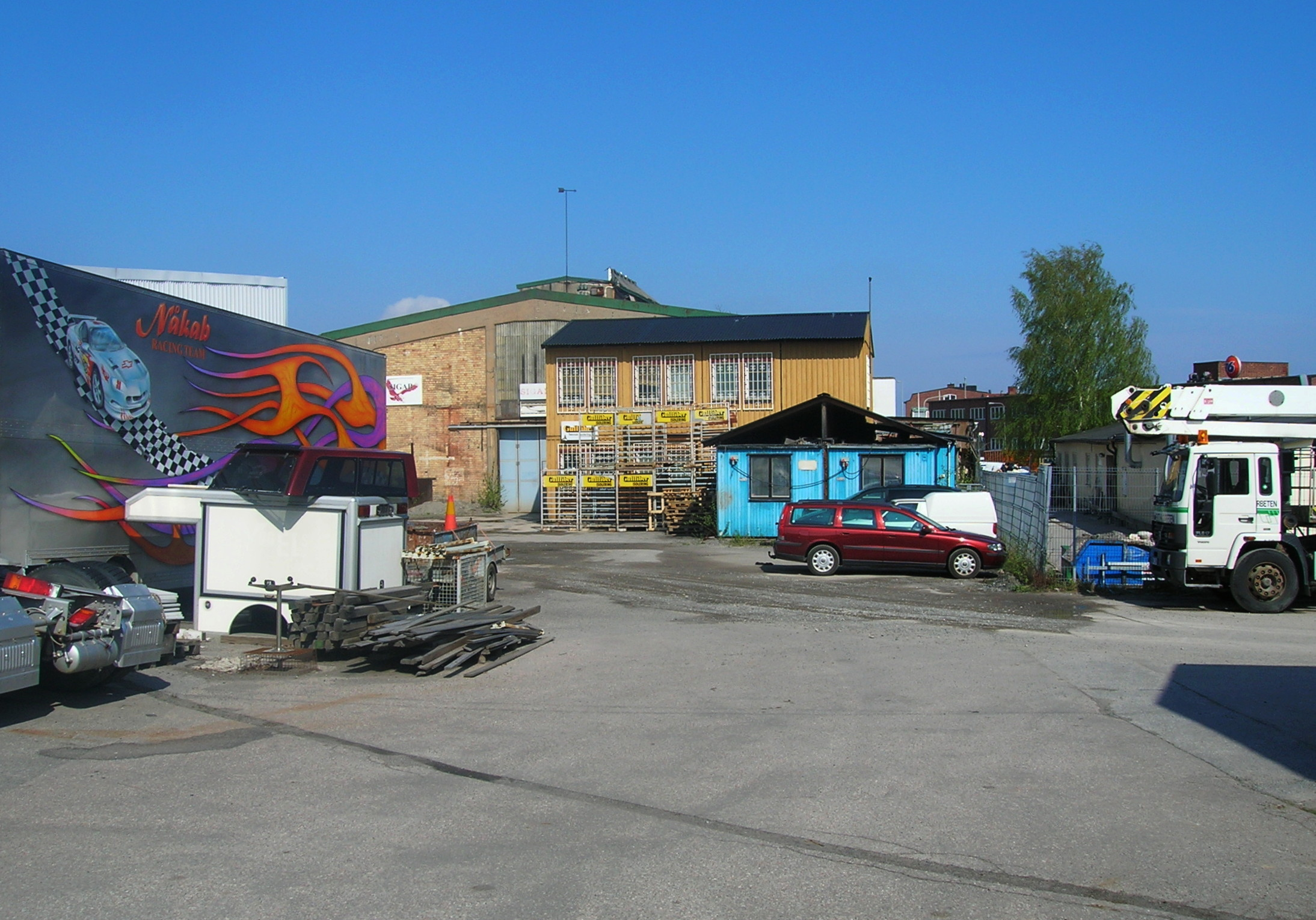
Bâtiment industriel rue Lerkrogsvägen, architecte Karl G.H. Karlsson.
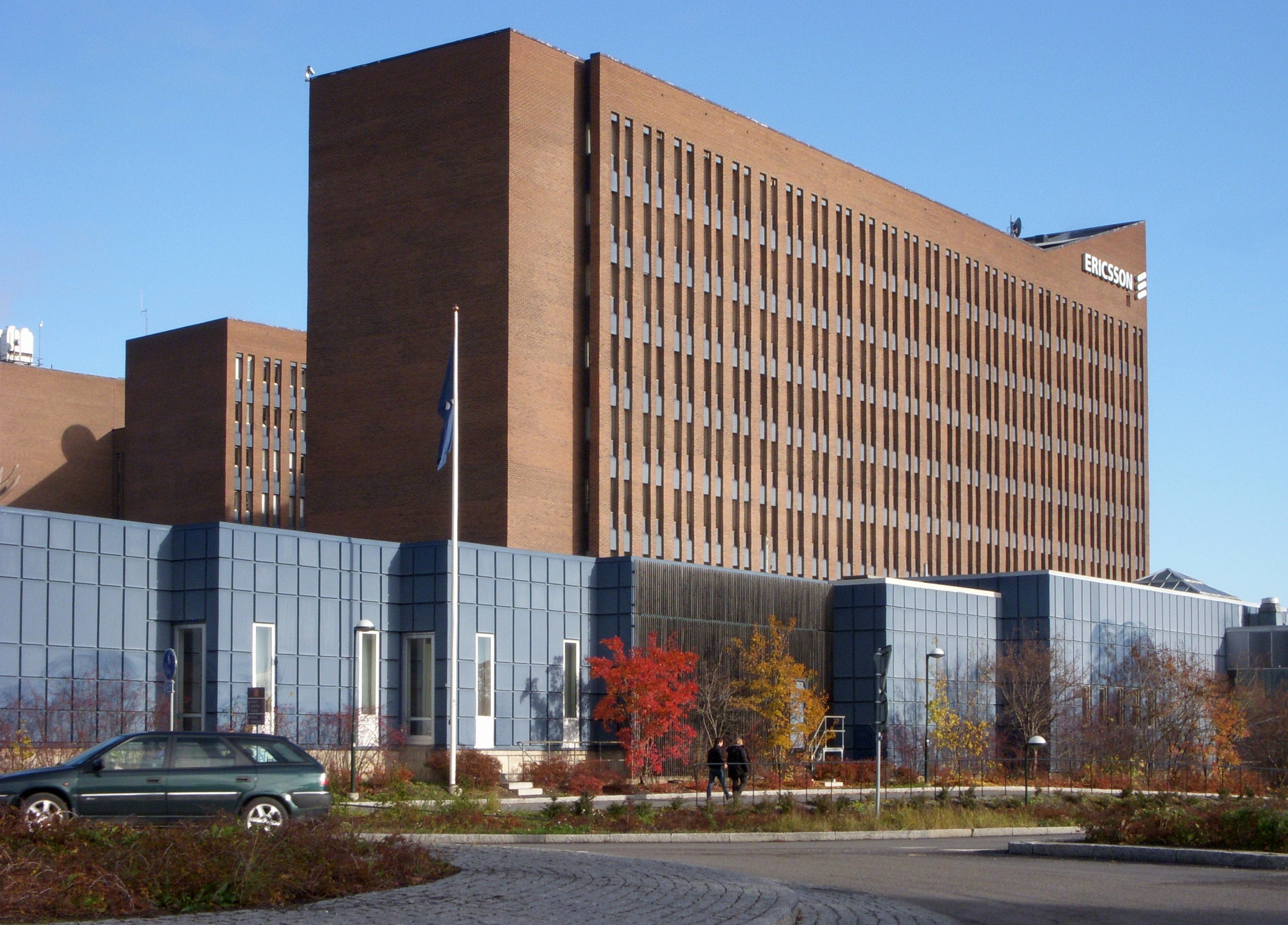
Batiment d'Ericsson rue Södertäljevägen.
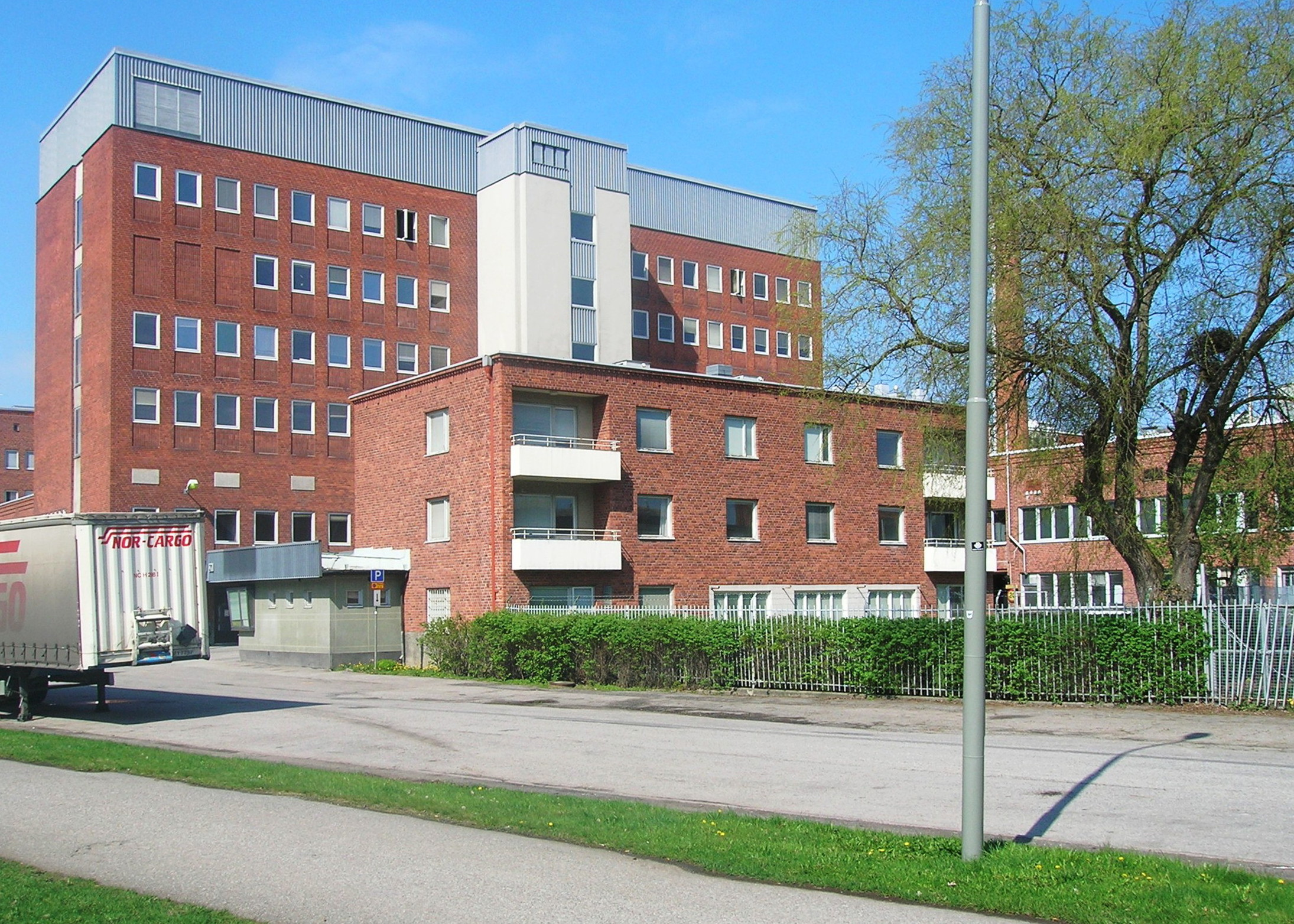
Usine de Sandvik à Lerkrogsvägen.
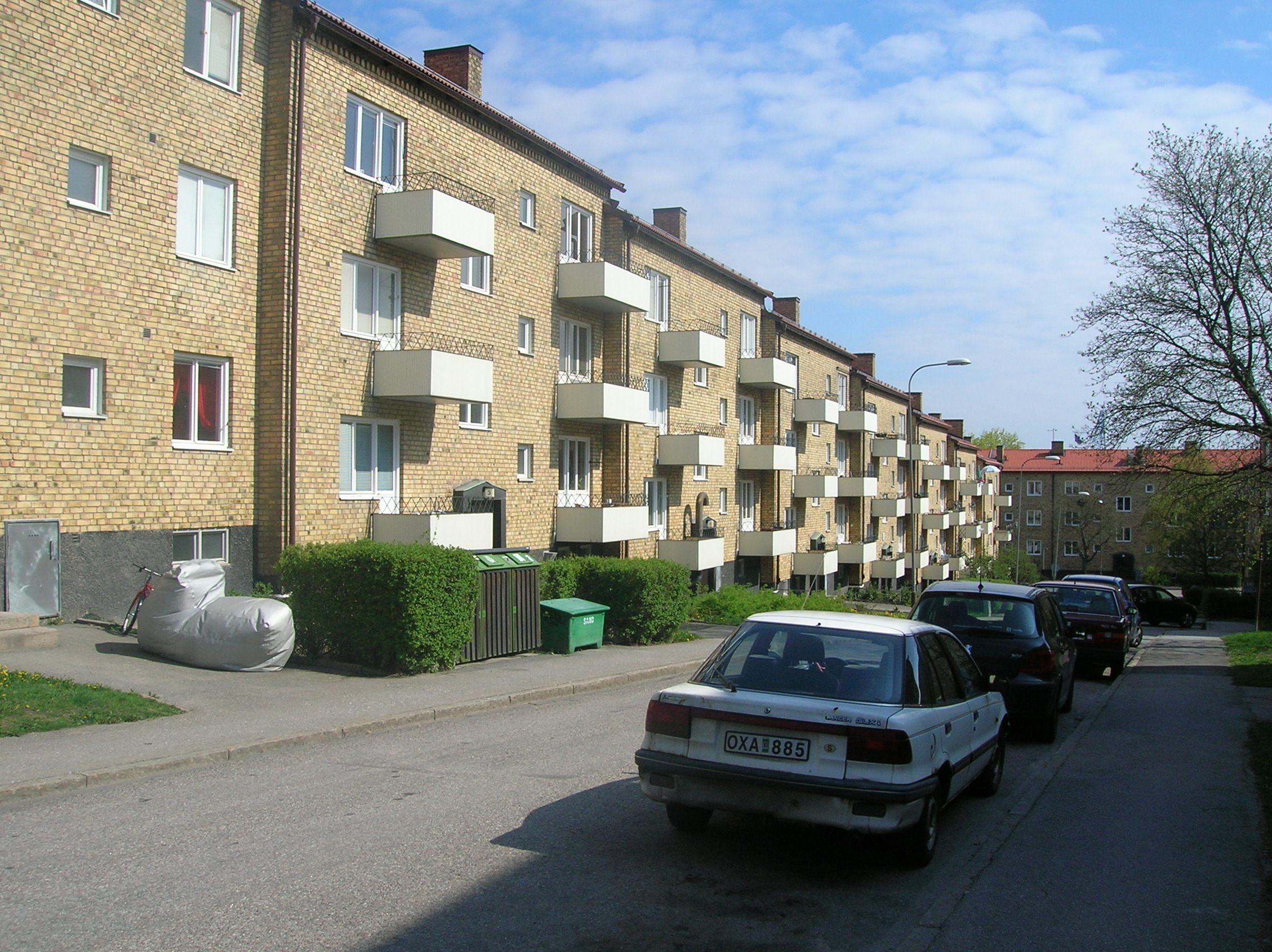
Tombolavägen.
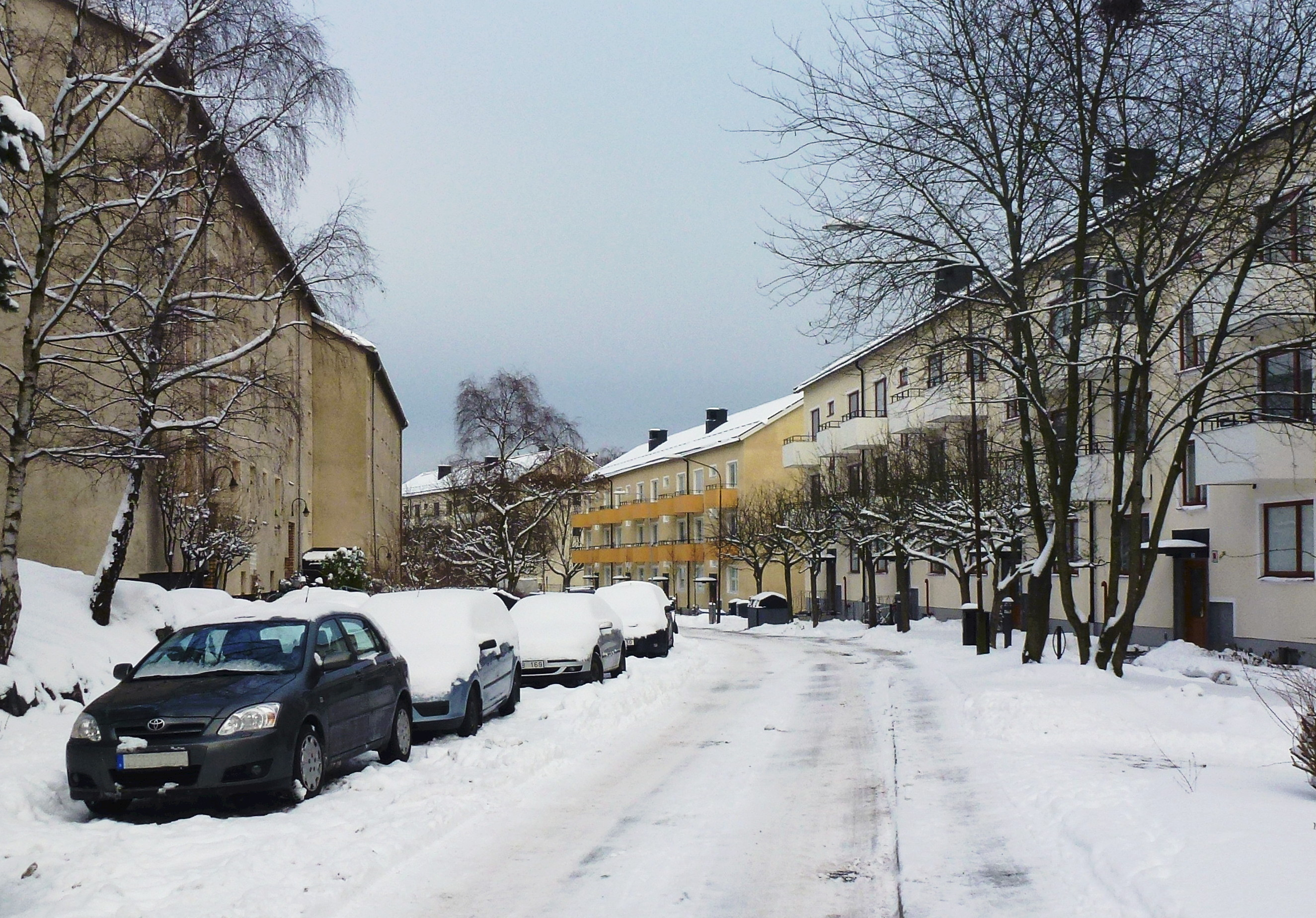
Dansbanevägen.